# Dischisma leptostachyum
Dischisma leptostachyum är en flenörtsväxtart som beskrevs av Ernst Meyer. Dischisma leptostachyum ingår i släktet Dischisma och familjen flenörtsväxter. Inga underarter finns listade i Catalogue of Life.